# Gankhaich Bold
Gankhaich Bold (21 febbraio 1995) è una judoka mongola.

## Palmares
- Campionati asiatico-pacifici di judo

Fujairah 2019: argento nei 63 kg.
- Campionati asiatici juniores

Taipei 2012: argento nei 63 kg;
Hainan 2013: oro nei 63 kg.
- Campionati asiatici cadetti

Bangkok 2010: oro nei 52 kg.